# 関西日仏学館 京都
関西日仏学館 京都（かんさいにちふつがっかん きょうと、フランス語: Institut français du Kansai - Kyoto）は、京都府京都市左京区九条町8番地にある、駐日フランス大使館文化部を本部とするフランス政府公式機関である。近畿地方におけるフランス文化案内施設となっている。施設は在京都フランス総領事館と同じ建物に入居しており、総領事が館長を兼ねる。
フランス語・フランス文化講座を提供するほか、メディアテーク、映画、音楽、演劇、ダンス、ガストロノミーなどの文化イベントを開催している。
2023年4月1日より、旧称のアンスティチュ・フランセ関西（フランス語: Institut français du Kansai）から現在の名称に変更された。

## 歴史
- 1927年10月 - 京都府宇治郡山科町九条山（現・山科区）に、最初の関西日仏学館が創設。日本で最初のフランス政府が運営するフランス語学校[3]が京都に誕生した。当時の駐日大使で詩人・ポール・クローデル[4]が、稲畑勝太郎と共に設立を推進した[3]。なおクローデルは渋沢栄一と協力し、1924年3月に東京に日仏会館を発足していた。
- 1936年 - 現在地に移転、新校舎を建設した。設計はオーギュスト・ペレの弟子であるレイモン・メストラレ（Raymond Mestrallet）と大阪の建築家木子七郎である[5]。九条山の旧施設跡地には、後にヴィラ九条山が建設された[3][6]。
- 1940年 - 第二次世界大戦の影響で閉鎖された[注釈 1]。
- 1952年 - 再開館された。
- 2002年 - 外壁を保存する形で改装工事が行われた。
- 2003年 - 改装工事が竣工した。
- 2023年 - アンスティチュ・フランセ関西から関西日仏学館に名称変更した。

## 施設
- 教室 - フランス語の授業を実施する。
- ポール・クローデル・メディアテーク - 約1万件の書籍、雑誌、バンド・デシネ（フレンチ・コミックス）、CD、DVDを所蔵。館内には図書の閲覧は無料である。自由に検索できるパソコンやiPadもある。フランス語学習者、教育者のためのスペースもある。
- 稲畑ホール - 映画上映やコンサート、講演会などを行うイベントホール。グランドピアノもある。名称は学館設立に多大な寄与をした稲畑勝太郎にちなむ
- ル・カフェ - 1階。フランスの家庭料理を提供。サンドイッチなどのテイクアウトもある。
- 玄関ホール - 藤田嗣治の「ノルマンディーの春」（1936年）が飾られている。1936年、この建物の落成祝いに贈られた221.5cm x 291.8 cmの油彩画である。
- サロン - 3階。展覧会やレセプション、セミナーなどを行う。外のテラスからは如意ヶ嶽（五山送り火の「大」の文字がある）が見える。
- ガーデン - 桜や楓の植栽がある。好天時には、カフェのテラス席が設置され、ル・マルシェやフランス建国記念祭なども開催される。

## 年間行事
- フランス語オープンデー：無料でクラスを体験できるイベント。年間4回開催。
- パリ祭 KYOTO：フランスの国民的祝日に合わせて、マルシェや音楽ライブ、ワークショップなどを開催する夏のお祭り。
- ニュイ・ブランシュKYOTO：京都市内で毎年秋に開催される現代アートの祭典。関西日仏学館では展覧会やパフォーマンスなどを行う。
- 京都フランス音楽アカデミー：フランスの音楽家と日本の若手音楽家が共演するコンサートシリーズ。毎年夏に開催。
- 読書の秋：フランス語やフランス文化に関する書籍を紹介するイベント。メディアテークやカフェで開催。

## 関連文献
- ポール・クローデル『孤独な帝国　日本の一九二〇年代』 奈良道子訳（草思社、1999年／草思社文庫、2018年）
- ミッシェル・ワッセルマン『ポール・クローデルの黄金の聖櫃 〈詩人大使〉の文化創造とその遺産』

三浦信孝・立木康介訳（水声社、2022年）、著者は元・関西日仏学館長でヴィラ九条山初代館長